# فندق الجليد

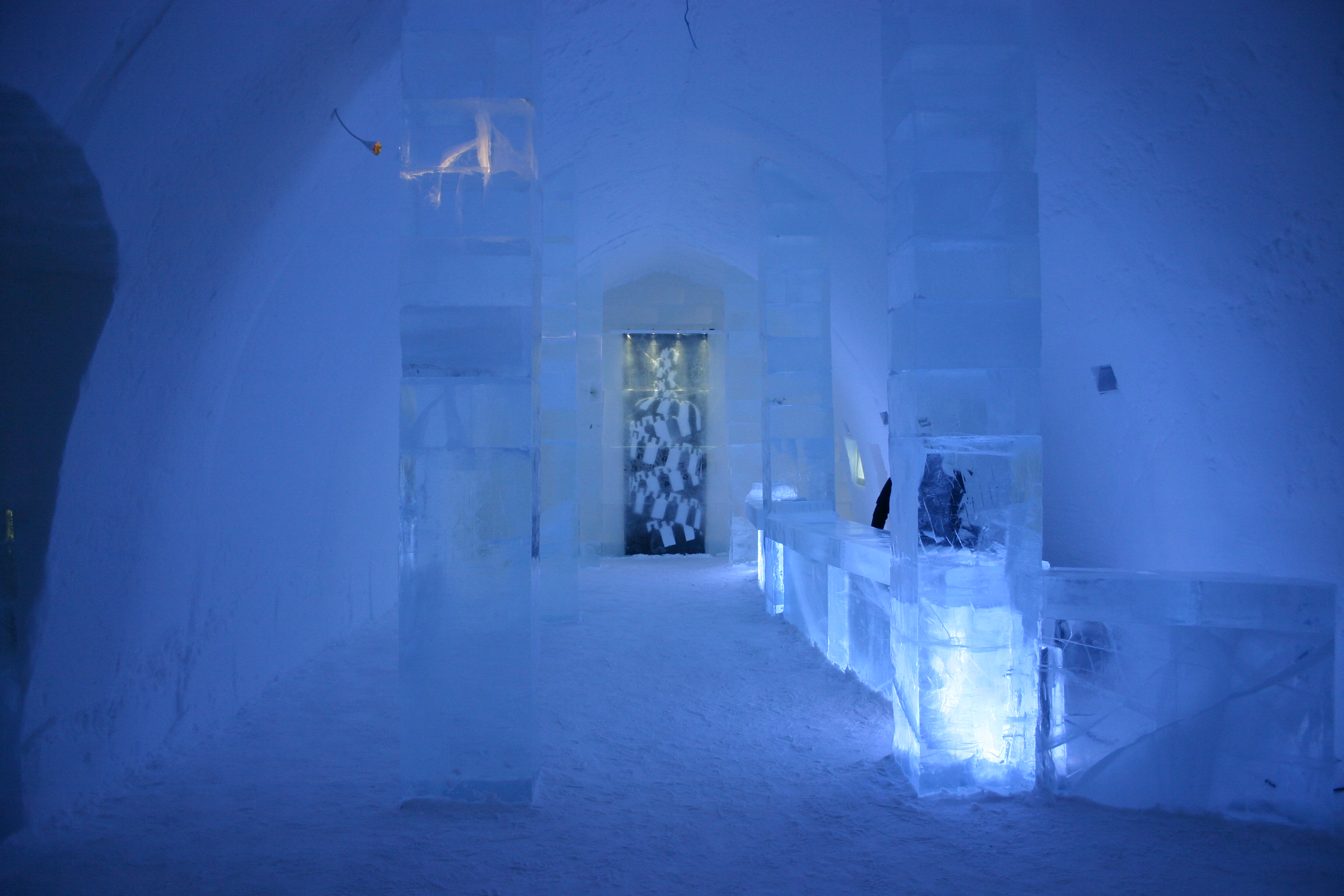
فندق الجليد

فندق الحر المتجمد  هو فندق مؤقت يتكون كليا من الجليد منحوت على مثال عمارة الحداثة. والفكرة تنبع من تأمين بيئة خاصة للمسافرين الراغبين في التجديد والحياة في بيئة غير اعتيادية. الردهة غالبا مليئة بالجليد والمنحوتات الجليدية، كما أن الأغذية والمشروبات يتم اختيارها بشكل خاص لهذه الظروف. مع العلم أن كل فنادق الجليد يتم بنائها كل عام من جديد.

## بجورليالنرويج
(بالإنجليزية: Bjorli)‏ الواقعة على ارتفاع 1250 متر فوق مستوى سطح البحر ويمتد فيها موسم الجليد أطول من المعتاد، وذلك من تشرين الثاني إلى نيسان، وتطل على مناظر طبيعية جميلة في شمال جبال الألب التي تجدها اليونسكو مشاهد تستحق المحافظة عليها.

## النرويج
كوخ الأسكيمو على الجليد الذي يعاد بناؤه سنويا منذ عام 2000. يقع في شمال أوروبا تحديداً منطقة فينمارك.

## السويد
(بالإنجليزية: ICEHOTEL®)‏ أيس هوتيل في السويد قرب قرية جاكاسجارفي و باللفظ السويدي (ياكاسيارفي) في كيرونا وهو أول وأشهر وأبرد فنادق الجليد. وفي عام 1989، قام الفنانين اليابانيين بزيارة المنطقة وخلق معرض فني من الجليد.

## كندا
فندق الجليد كيبيك على بعد حوالي 10 كلم شرق مدينة كيبيك، وهو أول فندق الجليد في أميركا الشمالية يقام كل كانون الثاني.

## فنلندا
فندق الجليد المسمى الماموت مبني كليا من الثلج، حتى الأثاث والمنحوتات. يقع الفندق داخل أسوار قلعة الجليد، وهي أكبر قلعة من الثلج في العالم. ويشمل الفندق باحة الثلج، ومطعم وكنيسة للأعراس، إلخ.

## رومانيا
افتتح عام 2006، وهو أول فندق جليدي في أوروبا الشرقية بني بجانب بحيرة باليا في رومانيا، على ارتفاع 2034 م عن سطح البحر.